# SpaceShipTwo

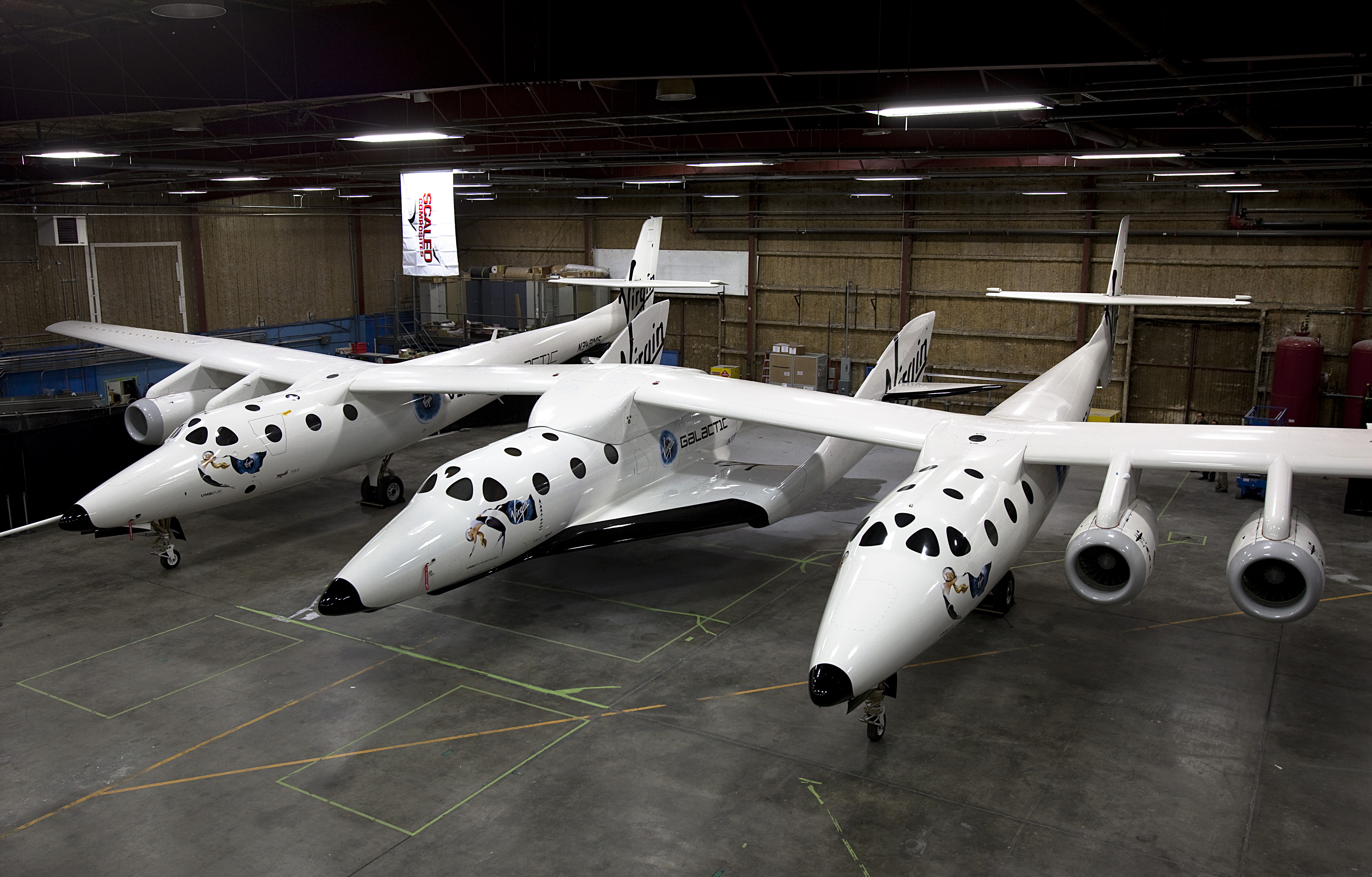
SpaceShipTwo (fuselaje central) llevando bajo su nave nodriza White Knight Two.

El Scaled Composites SpaceShipTwo Modelo 339 (SS2) es una nave espacial suborbital destinada al turismo espacial. Está bajo desarrollo de The Spaceship Company, una compañía con sede en California, que es propiedad exclusiva de su compañía hermana Virgin Galactic. Anteriormente, la compañía de la nave espacial fue una empresa conjunta entre Virgin Galactic y Scaled Composites, pero Virgin pasó a ser la única propietaria de la compañía en 2012.
El SpaceShipTwo se lleva a su altitud de lanzamiento en una nave nodriza de propulsión a chorro, un White Knight Two de Scaled Composites, antes de ser liberado para volar hacia la alta atmósfera propulsado por su motor cohete. A continuación, planea nuevamente hacia la Tierra y realiza un aterrizaje convencional en pista. Oficialmente, la nave espacial fue presentada al público el 7 de diciembre de 2009 en el Mojave Air and Space Port de California. El 29 de abril de 2013, después de casi tres años de pruebas sin motor, la nave realizó con éxito su primer vuelo de prueba con motor.
Virgin Galactic planea operar una flota de cinco aviones espaciales SpaceShipTwo en un servicio de transporte de pasajeros privado. y ha estado aceptando reservas durante algún tiempo, con un vuelo suborbital y un precio de billete actualizado de 250.000 dólares. El avión espacial también podría ser utilizado para llevar instrumentos científicos para la NASA y otras organizaciones.
En noviembre de 2015, Richard Branson anunció que la nueva versión de la nave SpaceShipTwo estaba lista y comenzaría con las pruebas en febrero de 2016, con miras a arrancar los vuelos comerciales durante ese mismo año.

## Diseño y desarrollo

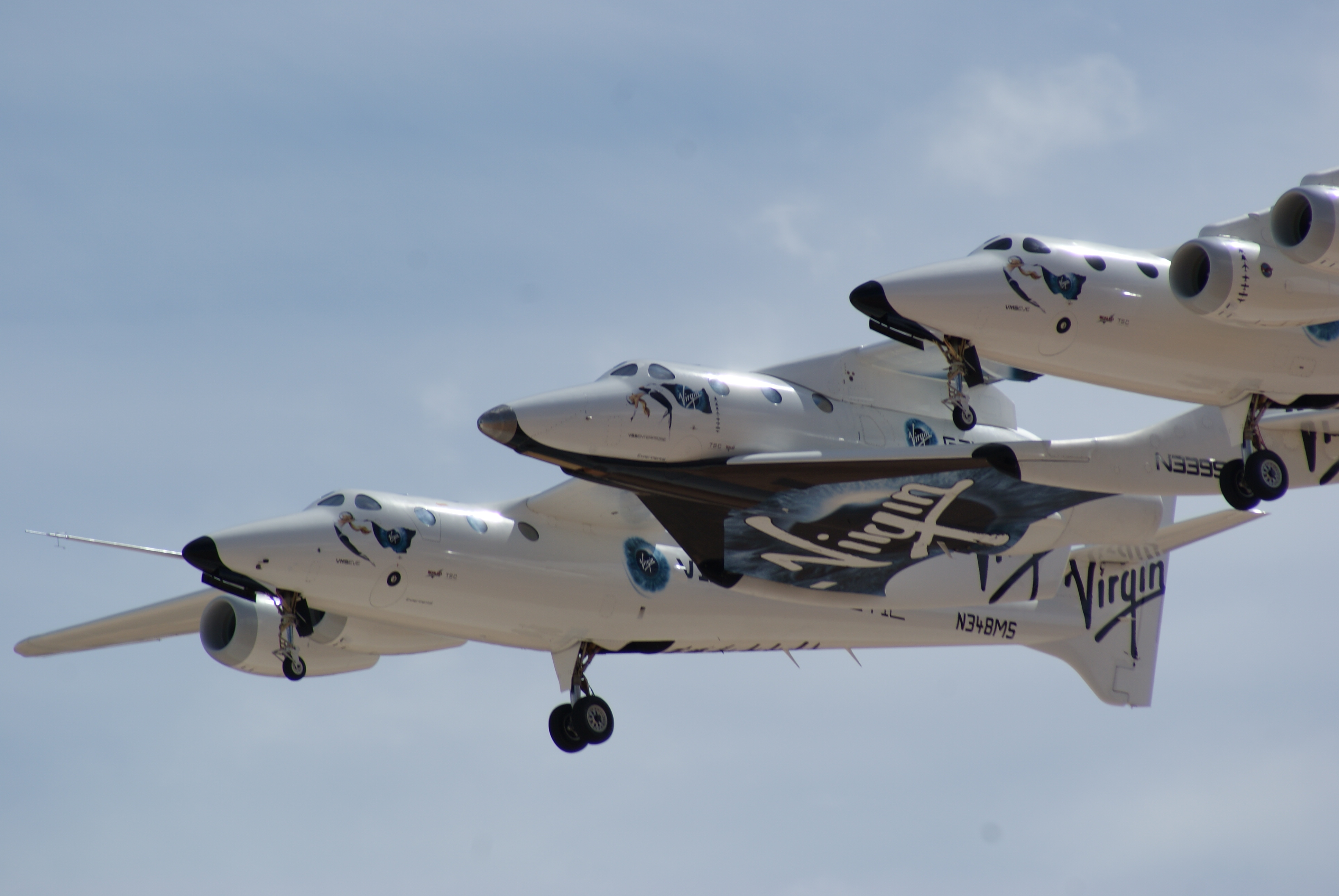
SpaceShipTwo y White Knight Two sobrevolando Spaceport America.

El proyecto SpaceShipTwo se basó en parte de la tecnología desarrollada para el SpaceShipOne de primera generación, que formaba parte del programa Scaled Composites Tier One, financiado por Paul Allen. La compañía Spaceship tiene la licencia de esta tecnología con Mojave Aerospace Ventures, una empresa conjunta de Paul Allen y Burt Rutan, el diseñador de la tecnología predecesora.
El SpaceShipTwo es un avión espacial de pasajeros de baja relación de aspecto (relación entre la envergadura de la aeronave y la cuerda alar). Su capacidad será de ocho personas: seis pasajeros y dos pilotos. El apogeo de la nueva nave se diseñó para situarse a unos 110 km (68 millas) en la baja termosfera, a 10 km (6 millas) por encima de la línea de Kármán, que era el objetivo del SpaceShipOne (aunque el último vuelo del SpaceShipOne alcanzó una altitud de 112 km). El SpaceShipTwo alcanzará 4.200 kmh (2,600 mph), utilizando un único motor de cohete híbrido - el RocketMotorTwo. Se pone en marcha desde la nave nodriza, White Knight Two, a una altitud de 15.200 m (50.000 pies), y alcanza la velocidad supersónica en 8 segundos. Al cabo de 70 segundos, el motor del cohete se apaga y la nave alcanza por inercia su altitud máxima. La tripulación de cabina de SpaceShipTwo es 3,66 m (12 pies) de largo y 2,28 m (7,5 pies) de dm. Las envergadura es de 8.23 m (27 pies), la longitud es de 18,29 m (60 pies) y la altura de la cola es de 4,57 m (15 pies).
El SpaceShipTwo utiliza un sistema de reentrada con aleteo de alas, factible debido a la baja velocidad de reentrada, en cambio, el transbordador espacial y demás naves espaciales orbitales que reentran a velocidades orbitales cercanas a los 25.000 km/h (16,000 mph), usando escudos térmicos. Además, el SpaceShipTwo está diseñado para reentrar en la atmósfera en cualquier ángulo, desacelerará a través de la atmósfera, cambiando a una posición de planeo a una altitud de 24 km (15 millas) y tardará 25 minutos para desplazarse de regreso al puerto espacial.
Aproximadamente, el SpaceShipTwo y la White Knight Two son, respectivamente, el doble del tamaño de la SpaceShipOne de la primera generación y la nave nodriza White Knight, que en 2004 ganó el premio Ansari X. El SpaceShipTwo tiene 43 cm y 33 cm (17 y 13 pulgadas) de diámetro para que los pasajeros puedan disfrutar de la vista, y todos los asientos se reclinan hacia atrás durante el aterrizaje para disminuir el malestar de las fuerzas G. Según se informa, la nave puede aterrizar con seguridad, incluso si se produce un fallo catastrófico durante el vuelo. En 2008, Burt Rutan, destacó la seguridad del vehículo:

Este vehículo está diseñado para entrar en la atmósfera en el peor de los casos, directamente hacia adentro o boca abajo y se corregirá. Esto se diseñó para ser por lo menos tan seguro como los primeros aviones en la década de 1920... No creo que nadie que diga que la seguridad será la misma que un avión moderno, que ha existido durante 70 años.

En septiembre de 2011, se puso a prueba la seguridad del sistema de reentrada del SpaceShipTwo, cuando la tripulación perdió brevemente el control de la nave durante un vuelo de prueba de planeo. El control se restableció después de que el avión espacial entrara en su configuración de pluma, y aterrizó sin problema tras un vuelo de 7 minutos.

### Flota y lugar de lanzamiento
El cliente de lanzamiento de SpaceShipTwo es Virgin Galactic, que han ordenado cinco vehículos. Los dos primeros fueron nombrados VSS (Virgin Space Ship) y VSS Voyager Empresa. A noviembre de 2014, VSS Enterprise ha sido el único que ha realizado vuelos; VSS Voyager aún no ha comenzado las pruebas de vuelo. Durante la prueba, el WhiteKnightTwo despegará llevando artesanías del SpaceShipTwo desde el Mojave Air and Space Port de California. El Spaceport America - antes Southwest Regional Spaceport, un puerto espacial estadounidense de 212 millones de dólares en Nuevo México, en parte financiado por el gobierno estatal - se convertirá en el lugar de lanzamiento permanente cuando comiencen los lanzamientos comerciales.

## Desarrollo
El 28 de septiembre de 2006, el fundador de Virgin Group, Sir Richard Branson presentó, en una exposición NextFest en el Javits Convention Center de Nueva York, una maqueta de la cabina de pasajeros del SpaceShipTwo. En enero de 2008, se le informó a la prensa el diseño del vehículo, con la declaración de que el vehículo en sí estaba aproximadamente con un avance de 60%. El 7 de diciembre de 2009, se llevó a cabo la presentación oficial y el despliegue del SpaceShipTwo. En el evento participaron el primer SpaceShipTwo en ser bautizado como VSS Enterprise por Arnold Schwarzenegger, el entonces gobernador de California.

### Explosión en test de 2007
El 26 de julio de 2007, se produjo una explosión durante una prueba de flujo oxidante en el Mojave Air and Space Port, donde se están llevando a cabo pruebas en fase inicial en los sistemas del SpaceShipTwo. La prueba oxidante incluyó llenar el tanque de oxidante con 4500 kg (10.000 libras) de óxido nitroso, seguido de una prueba del inyector de flujo en frío de 15 segundo. Aunque en las pruebas no se encendió el gas, tres empleados murieron y tres resultaron heridos, dos de manera crítica y uno de gravedad, por metralla.

### Testeo del RocketMotorTwo
Entre 2005 y 2009, Scaled Composites realizó numerosas pruebas de cohetes de pequeña escala para evaluar el diseño del motor de SpaceShipTwo. Después de instalarse en el diseño del cohete híbrido RocketMotorTwo, en abril de 2009, la compañía comenzó a realizar pruebas con cohetes del fuego en caliente a escala real. En diciembre de 2012, se habían realizado con éxito 15 ensayos a escala real, y las pruebas en tierra adicionales continuaron hasta marzo de 2013. En junio de 2012, la FAA emitió un permiso de pruebas de cohetes para Scaled Composites, lo que permitió comenzar los vuelos de prueba SS2 impulsados por el RocketMotorTwo; y el 29 de abril de 2013 tuvo lugar el primer vuelo a motor.

### Vuelos de prueba del SpaceShipTwo

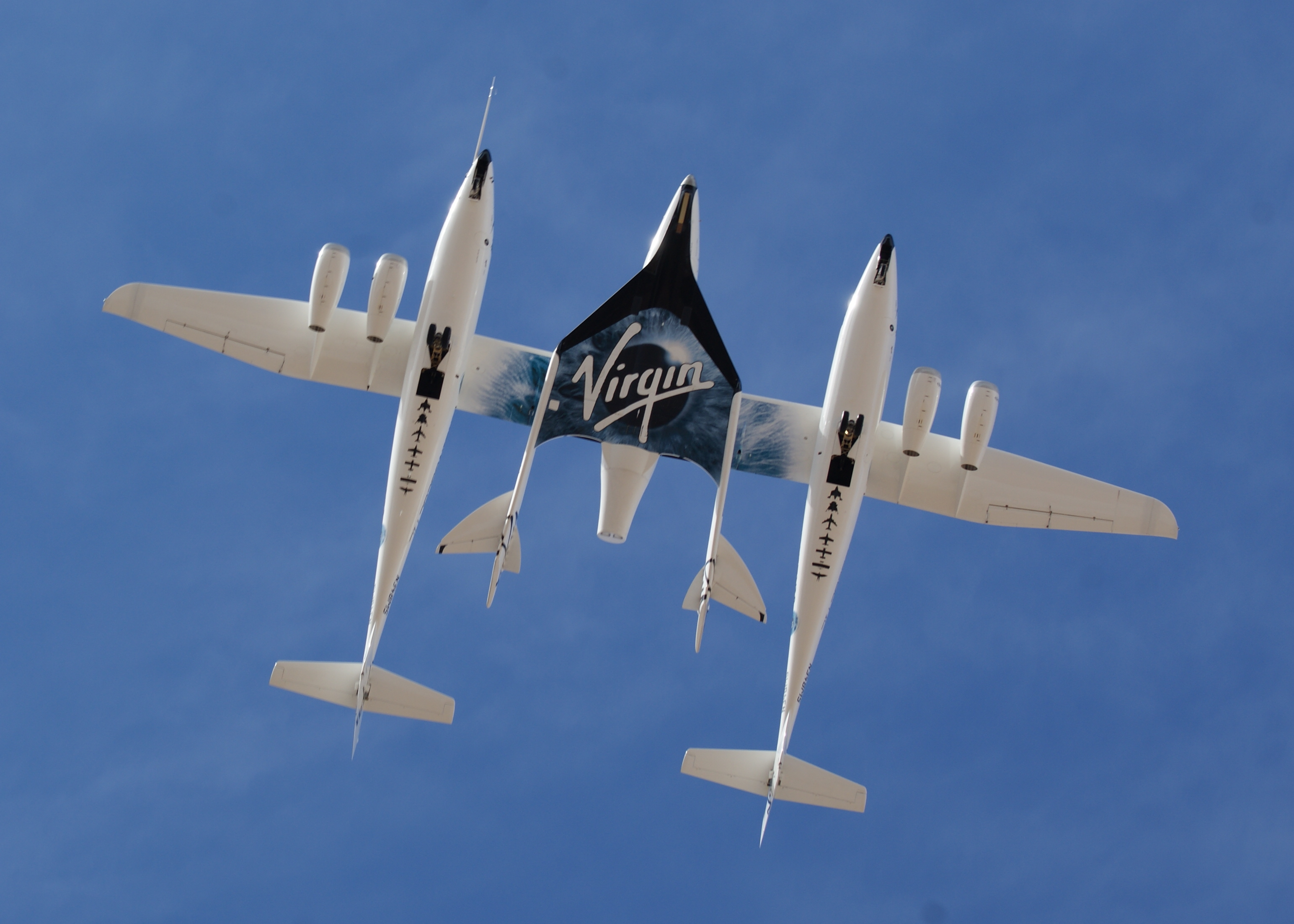
SpaceShipTwo en una configuración de vuelo cautivo, debajo de White Knight Two, durante la dedicación de la pista de Spaceport America en octubre de 2010. El VMS Eve aparece cargando al VSS Enterprise.

A octubre de 2014, la SpaceShipTwo ha concretado 54 vuelos de prueba con éxito, con otro vuelo en junio de 2011 que se canceló después de que la nave espacial no se separara de su nave nodriza White Knight Two. La nave espacial ha utilizado su configuración de ala "emplumada" durante diez de estos vuelos de prueba.
En septiembre de 2012, Virgin Galactic anunció que el programa de pruebas en vuelo de planeo subsónico sin motor estaba esencialmente completado. En octubre de 2012, el Scaled Composites instaló los componentes clave del motor de cohete, y en diciembre de 2012, el SpaceShipTwo realizó su primer vuelo de planeo con el motor instalado.
El primer vuelo de prueba de la nave tuvo lugar el 29 de abril de 2013. En este primer vuelo a motor, el SpaceShipTwo ya alcanzó velocidades supersónicas. El 5 de septiembre de 2013, el SpaceShipTwo realizó el segundo vuelo con motor. El 10 de enero de 2014 tuvo lugar el primer vuelo con motor del de pruebas de 2014 y tercero en total. La nave alcanzó una altitud de 71.000 pies (el más alto hasta la fecha) y a una velocidad 1.4 de mach. A una altitud de 46.000 pies, el portaaviones WhiteKnightTwo lanzó al SpaceShipTwo (VSS Enterprise).
El 31 de octubre de 2014, la nave SpaceShip Two se estrelló en el desierto de Mojave, California. Falleció el piloto Michael Alsbury de 39 años de edad. El copiloto de 43 años Pete Siebold sobrevivió pero tuvo heridas graves. Ambos pilotos participaron en el proyecto Tier 1 de Scaled Composites, SpaceShipOne. Dicho accidente provocó que todo se retrasara nuevamente, incluso se pensó que el proyecto sería cancelado.
En noviembre de 2015, Richard Branson anunció que la nueva versión del SpaceShipTwo estaba lista y comenzaría con las pruebas en febrero de 2016, con miras a arrancar los vuelos comerciales durante ese mismo año.

## Costos
Los costos totales de desarrollo del SpaceShipTwo se estimaron en alrededor de 400 millones de dólares en mayo de 2011, un aumento significativo respecto a la estimación de 2007 de 108 millones.

## Operación comercial
La duración de los vuelos será de aproximadamente 2,5 horas, aunque de ese tiempo se estará solo unos pocos minutos en el espacio. Inicialmente, el precio será de 200.000 dólares. Más de 65.000 aspirantes a turistas espaciales aplican para el primer lote de 100 tikets. En diciembre de 2007, Virgin Galactic tenía 200 reservas pagadas para los primeros vuelos, y el 95% habían pasado las pruebas de centrifugado. A principios de 2011, ese número había aumentado a más de 400 clientes pagados, y, a principios de 2013, a 575. En abril de 2013, Virgin Galactic anunció que el precio de un asiento aumentaría un 25% hasta los 250.000 dólares antes de mediados de mayo de 2013, y se mantendría en 250.000 dólares "hasta que hayan viajado las primeras 1000 personas, de modo que coincida con la inflación desde que comenzó [Virgin Galactic]".
Refinando el calendario previsto a finales de 2009, Virgin Galactic se negó a anunciar un calendario firme para vuelos comerciales, pero reitero que los vuelos iniciales se llevará a cabo del Spaceport America. El despliegue operativo se basó en un "programa de impulso seguro". Además de hacer lanzamientos suborbitales de pasajeros, Virgin Galactic el SpaceShipTwo se comercializará para misiones de ciencia espacial suborbital.

### Programa SRLV de la NASA
En marzo de 2011, Virgin Galactic había presentado al SpaceShipTwo como un vehículo de lanzamiento reutilizable para llevar cargas útiles de investigación en respuesta a la solicitud de la NASA de un vehículo de lanzamiento suborbital reutilizable (SRLV), que es una parte de oportunidades de vuelo Programa de la agencia. Los proyectos de Virgin de vuelos de investigación con una altura máxima de 110 km (68 millas) y una duración de aproximadamente 90 minutos. Estos vuelos proporcionarán aproximadamente cuatro minutos de microgravedad para cargas útiles de investigación. De momento no se han especificado los niveles de masa de carga útil y de microgravedad. Los vuelos de investigación de la NASA podrían comenzar durante el programa de certificación de vuelo de prueba para el SpaceShipTwo.

### Naves espaciales futuras
En agosto de 2005, el presidente de Virgin Galactic indicó que si el servicio suborbital con el SpaceShipTwo tuviera éxito, el siguiente, SpaceShipThree, será una nave orbital. En 2008, Virgin Galactic cambió sus planes y decidió convertirlo en un vehículo de pasajeros de alta velocidad, que ofrecería transporte mediante vuelos espaciales suborbitales punto a punto.

## Producción
Aunque la primera WhiteKnightTwo y los primeros SpaceShipTwo fueron construidos por Scaled Composites The Spaceship, Company es la responsable de la fabricación de la segunda aeronave WK2 y la segunda nave espacial SS2 para Virgin Galactic, así como también embarcaciones de producción adicional a medida que surjan otros clientes para los vehículos. En octubre de 2010, TSC anunció planes para construir tres aviones WhiteKnightTwo y cinco aviones espaciales SpaceShipTwo.

## Especificaciones
Fuentes:

### Características generales
- Tripulación: 2
- Capacidad: 6 pasajeros
- Longitud: 18,3 m (60 pies)
- Envergadura: 8,3 m (27 pies)
- Altura: 5,5 m (18 pies - timones abajo)
- Peso cargado: 9.740 kg (21.428 libras)
- Planta motriz: 1 × motor de cohete híbrido líquido/sólido RocketMotorTwo

### Rendimiento
- Velocidad máxima: 4.000 km/h (2.500 mph)
- Techo de vuelo: 110.000 m (361.000 pies - Comunicación con la nave nodriza a 15.500 m (50.000 pies))